# Renato Gavinelli
Renato Gavinelli (Novara, 1º gennaio 1943 – Novara, 17 novembre 2024) è stato un calciatore italiano, di ruolo ala.

## Carriera
Bandiera della squadra della sua città natale, il Novara, ha disputato con i piemontesi dodici campionati, otto in Serie B e quattro in Serie C, intervallati da una stagione (in Serie B con il Lecco). Nel 1975 è passato tra i dilettanti con il Trecate.
In carriera ha totalizzato complessivamente 202 presenze e 22 reti fra i cadetti.

## Palmarès

### Giocatore

#### Competizioni nazionali
- Serie C: 2

Novara: 1964-1965, 1969-1970